# Renault Express
La Renault Express (Renault Extra en el Reino Unido e Irlanda o Renault Rapid en Alemania y Austria) es una furgoneta pequeña producida por el fabricante francés Renault desde el año 1985 hasta el año 2001. Reemplazó a las Renault 4 F4/F6 (basadas en el Renault 4).

## Diseño y mecánica

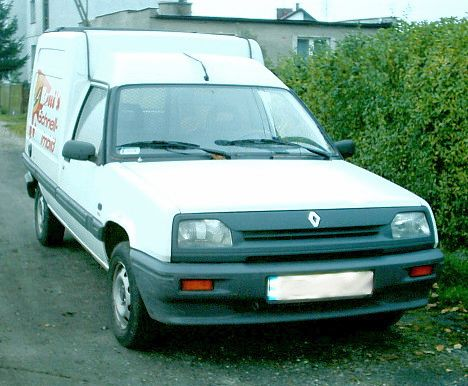
Renault Express fase 2.

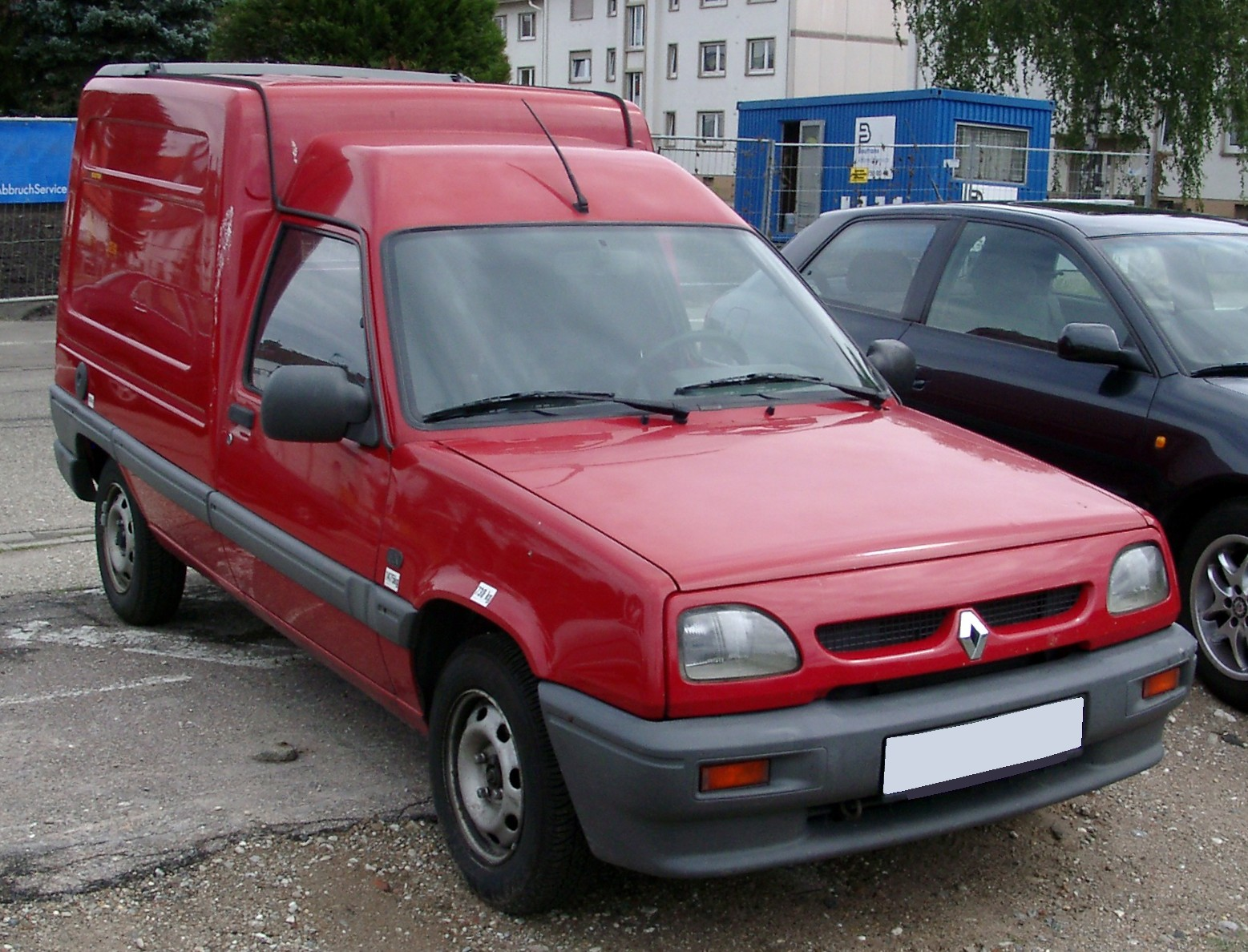
Renault Express fase 3.

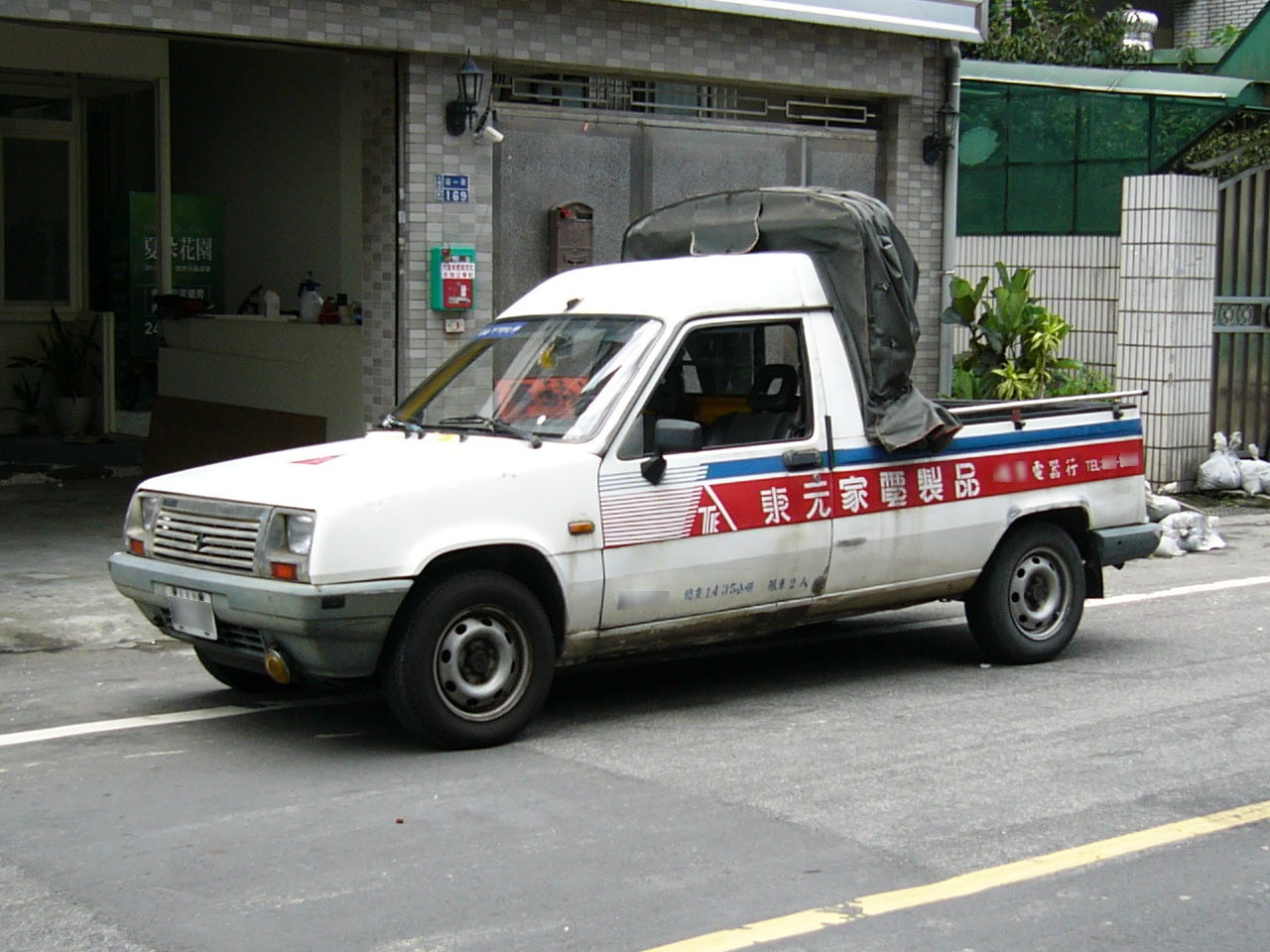
Renault Express pickup.

Basada en el Renault Supercinco, la Express estuvo disponible en tres versiones: furgoneta, break y pickup (esta última a partir de 1987, siendo la menos común de todas). Posee una mayor capacidad de carga que sus predecesoras, las Renault 4 F4 y F6 (el volumen de la caja es de entre 710 y 2600 decímetros cúbicos), y completando así la gama de pequeñas furgonetas; podía equipar elevalunas eléctrico, cierre centralizado con mando a distancia (por infrarrojos), aire acondicionado, radiocasete estéreo y las últimas series llegaron a ofrecer airbag como opción (las Express de esa serie con aire acondicionado, adoptaban el salpicadero del Supercinco).
Mecánicamente, la Express era idéntica al Supercinco; la única diferencia era el diseño estructural. Los motores de gasolina disponibles eran un 1.1 carburación de 50 CV, un 1.2 carburación de 55 CV (que posteriormente se pasó a 60 CV con inyección) y un 1.4 energy de 80 CV. Los motores diésel eran un 1.6d de 55 CV, y un 1.9d de 65 CV. La versión uruguaya traía además el motor naftero 1.6 de inyección monopunto denominado como c3l de 74cv.
Estaba disponible con caja de cambios manual de cuatro o cinco velocidades o con una automática de tres velocidades. La dirección es clásica, de cremallera, asistida en opción o de serie en los últimos modelos. La suspensión es del tipo MacPherson en la parte delantera, con muelles helicoidales, amortiguadores y barra estabilizadora derivados directamente del Supercinco; en la parte trasera tiene ruedas independientes, brazos arrastrados, cuatro barras de torsión y amortiguadores hidráulicos telescópicos. Los frenos, de tipo hidráulico y de doble circuito son mixtos, de disco en la parte delantera, y en la parte trasera son de tambor, asistidos por un servofreno.
En septiembre de 1991 se le hizo una reestilización que afectó a toda la parte delantera, que se actualizó asemejándola más a los otros vehículos del grupo. También se modificaron, entre otras cosas, los retrovisores del exterior, las protecciones laterales, etc. En septiembre de 1994 se le hizo una segunda reestilización, siendo modificada la calandra delantera, los retrovisores exteriores (que fueron agrandados), las luces delanteras y traseras, y algunas piezas del interior (salpicadero, volante, etc).

## Producción
La fabricación de la Renault Express comenzó en Francia en noviembre de 1985. También fue fabricada en la planta que Renault posee en Palencia (España). Fuera de Europa, en el año 1996 comenzó a ser producida en la planta montevideana de Nordex, en Uruguay. Algunas unidades fabricadas en esta planta se exportaron a Argentina y a Brasil. En 1997, un año después de iniciarse la producción en Uruguay, comenzó el fin de la carrera de la Express tras la presentación de su sucesora, la Renault Kangoo. En 1997 aún se mantenían en producción tres versiones: RN (rebautizada «Europa» en Francia), RL y Extra. En 1998 finalizó la producción de la versión cinco plazas, y solamente se fabricaban las versiones de dos plazas. En julio de 2000 finalizó la producción de la Express en Europa, tras haberse fabricado 1.730.000 unidades durante catorce años. En Uruguay, la producción concluyó en el año 2001.